# Parastrephia
Parastrephia là một chi thực vật có hoa trong họ Cúc (Asteraceae).

## Loài
Chi Parastrephia gồm các loài: